# Saint-Witz
Saint-Witz är en kommun i departementet Val-d'Oise i regionen Île-de-France i norra Frankrike. Kommunen ligger i kantonen Luzarches som tillhör arrondissementet Sarcelles. År 2022 hade Saint-Witz 2 511 invånare.

## Befolkningsutveckling
Antalet invånare i kommunen Saint-Witz
| Referens: INSEE |